# Cristian Busato
Cristian Busato (Siena, 6 dicembre 1976) è un allenatore di calcio a 5 ed ex giocatore di calcio a 5 italiano.

## Carriera

### Giocatore
Originario di Chiusi, nel 1997 viene tesserato dal Prato; nella formazione laniera gioca per otto stagioni, partecipando al ciclo di successi targati Velasco che vince due scudetti, due Coppe Italia e altrettante supercoppe. Vicecampione del mondo ai Mondiali Universitari del 2002, vanta anche una presenza nella Nazionale Under-21. Lasciato il Prato nel 2005 ha poi militato nelle categorie minori, principalmente in squadre toscane. Ha concluso la carriera nella stagione 2010-11 giocata all'Isolotto in Serie B.

### Allenatore
Nel 2006 frequenta il corso per diventare allenatore di calcio a 5; ritiratosi dall'attività di giocatore, nel 2011 viene nominato allenatore della Poggibonsese in Serie B. Dopo due piazzamenti a metà classifica nelle stagioni precedenti, nel 2013-14 guida i giallorossi fino alla finale play-off, persa contro l'Arzignano. Nell'estate del 2016 viene nominato allenatore del Pistoia, con cui nella stagione seguente conquista la promozione in Serie A2. Nel gennaio del 2019, con la squadra terzultima in classifica, viene esonerato e sostituito da Massimo Quattrini sulla panchina arancione.
Nel 2021 Busato allena in Serie C2 sulla panchina del Futsal Torrita conquistando al primo anno la promozione in C1 con i gialloneri.

## Palmarès

### Giocatore
- Campionato italiano: 2
Prato: 2001-02, 2002-03
- Coppa Italia: 2
Prato: 2001-02, 2003-04
- Supercoppa italiana: 2
Prato: 2002, 2003
- Campionato di Serie B: 1
Kaos: 2006-07 (girone B)

### Allenatore
- Campionato di Serie B: 1
Pistoia: 2017-18 (girone C)